# Nat Faxon
Nat Faxon, född 11 oktober 1975 i Boston, är en amerikansk skådespelare.
Faxon har bland annat medverkat i TV-serierna Loot och Disenchantment. Han har även medverkat i filmen Sex Tape.

## Filmografi (i urval)
- 2002 – Slackers
- 2007 – Walk Hard: The Dewey Cox Story
- 2011 – Zookeeper
- 2011 – Bad Teacher
- 2013 – The Way, Way Back
- 2014 – Sex Tape
- 2018–2022 – Disenchantment (TV-serie)
- 2019 – Charlie's Angels
- 2022 – Loot (TV-serie)